# Batman: Arkham Origins
Batman: Arkham Origins är ett actionäventyrsspel utvecklat av Warner Bros. Games Montréal och gavs ut av Warner Bros. Interactive Entertainment den 25 oktober 2013 till Microsoft Windows, Playstation 3, Wii U och Xbox 360. Spelet är baserat på DC Comics' superhjälte Batman och som tjänar som en prequel för spelserien Batman: Arkham. Spelets berättelse utspelar sig tio år före spelet Batman: Arkham City och som handlar om Batman som ung. Spelet är det första spelet i serien som har multiplayer.
Medan spelet fick en hel positiva recensioner kritiserades spelet för att det replikerade de tidigare Arkham-spelens innehåll och som onödigt modifierade dessa. En bärbar version av spelet, med titeln Batman: Arkham Origins Blackgate, gavs ut till Nintendo 3DS och Playstation Vita, och ett spinoff-mobilspel till iOS och Android gavs ut i oktober 2013. En uppföljare till spelet, med titeln Batman: Arkham Knight, släpptes i juni 2015.

## Röstskådespelare
- Roger Craig Smith - Bruce Wayne/Batman[16]
- Martin Jarvis - Alfred Pennyworth[17]
- Brian Bloom - Black Mask[18]
- J. B. Blanc - Bane[19]
- Mark Rolston - Deathstroke[20]
- Rosa Salazar - Copperhead[21]
- Crispin Freeman - Firefly[22]
- Steven Blum - Electrocutioner[23]
- Khary Payton - Waylon Jones/Killer Croc,[24] Martin Joseph[25]
- Kelly Hu - Shiva[26]
- Michael Gough - James Gordon[27]
- Robert Costanzo -  Harvey Bullock[28]
- Troy Baker - Joker[29]
- Nolan North - Penguin[30]
- Peter MacNicol - Jervis Tetch/Mad Hatter[31]
- Matthew Mercer - Anarky[32]
- Wally Wingert - Enigma[9]
- Josh Keaton - Tim Drake/Robin[33]
- Tara Strong - Harleen Quinzel[28]
- C. C. H. Pounder - Amanda Waller[34]
- Tom Kane - Quincy Sharp[34]
- Maurice LaMarche - Victor Fries/Mr. Freeze[35]